# Аројо дел Мимбре (Сатево)
Аројо дел Мимбре (шп. Arroyo del Mimbre) насеље је у Мексику у савезној држави Чивава у општини Сатево. Насеље се налази на надморској висини од 1360 м.

## Становништво
Према подацима из 2005. године у насељу је живело 9 становника.

### Хронологија
| Година       | 2000      | 2005 |
| ------------ | --------- | ---- |
| Становништво | 9 (5 / 4) | 9    |

### Попис
| # | Индикатор                        | Вредност |
| - | -------------------------------- | -------- |
| 1 | Укупно појединачних домаћинстава | 2        |